# سید قاسم جاسمی
سید قاسم جاسمی نمایندهٔ دورهٔ دهم از حوزهٔ انتخابیهٔ کرمانشاه در استان کرمانشاه است. وی با کسب ۱۰۶٬۴۵۴ رای از مجموع ۳۳۶٬۱۴۸ رای معادل ۳۱٫۶۷٪ درصد آرا به مجلس راه پیدا کرد